# Mechanizm przesmykowy
Mechanizm przesmykowy – mechanizm krosna tkackiego odpowiedzialny za zgodne z założonym splotem, podnoszenie odpowiednich grup nitek osnowy w celu umożliwienia wprowadzenia wątku tworzącego element tkaniny. Podnoszenie grup nitek nazywa się tworzeniem przesmyku.

## Podział
Mechanizmy przesmykowe zależnie od konstrukcji dzielą się na:
1. krzywkowe - sposób i kolejność podnoszenia nicielnic zakodowane zostały w odpowiednio dobranym i złożonym zespole krzywek. Umożliwiają wytwarzanie tkanin w splotach zasadniczych i dzielą się na:
  - wewnętrzne - zespół krzywek umieszczony jest między ścianami krosna, pod płaszczyzną osnowy,
  - zewnętrzne - zespół krzywek zamontowany jest na zewnętrznej stronie jednej ze ścian krosna.
2. wzornicowe mechanizmy nicielnicowe - sposób sterowania nicielnicami zaprogramowany jest na tzw. wzornicy. Do tej grupy mechanizmów należą:
  - maszynki nicielnicowe - mechanizmy nicielnicowe sterujące dużymi zespołami nicielnic (do kilkudziesięciu), umożliwiające uzyskanie na tkaninie rozbudowanych (również barwnych) wzorów opartych na splotach zasadniczych i ich pochodnych,
  - maszyny Jacquarda - mechanizmy żakardowe mogące sterować pojedynczymi nitkami osnowy, pozwalające uzyskać na tkaninie dowolne, bardzo skomplikowane barwne wzory, ograniczone jedynie wyobraźnią projektanta.

Ponieważ od możliwości mechanizmu przesmykowego zależą efekty splotowe uzyskiwane na tkaninie, dla każdego wzoru dobiera się krosno wyposażone w odpowiedni mechanizm.

## Budowa
Mechanizmy przesmykowe składają się z czterech podzespołów:
1. przemieszczającego (podnoszenie i opuszczanie) nitki osnowy - zespół nicielnic,
2. sterującego przemieszczaniem nitek osnowy - mechanizm nicielnicowy wraz z elementami sterującymi (krzywki, wzornica lub układ elektroniczny),
3. przenoszącego ruch z zespołu sterującego na zespół nicielnic - zespół dźwigni i cięgien,
4. napędowy - nadający ruch całemu mechanizmowi.

W najprostszych mechanizmach (krzywkowych), dwa pierwsze podzespoły łączą się w jeden sterująco-podnoszący.

Synchronizacja pracy mechanizmów przesmykowego i przerzutowego

## Fazy pracy i synchronizacja
Bez względu na konstrukcję mechanizmu przesmykowego, rozróżnia się trzy fazy jego pracy:
1. otwieranie przesmyku - od 00 do 1200,
2. postój nicielnic - od 1200 do 2400,
3. zamykanie przesmyku - od 2400 do 3600.

Powyższe fazy pracy mechanizmu przesmykowego mogą się różnić w pewnych granicach, zależnie od splotu, przerabianego surowca i szerokości tkaniny oraz muszą być zsynchronizowane z pracą mechanizmów przerzutowego i bidłowego.

## Wymagania
Podstawowe wymagania stawiane mechanizmom przesmykowym to:
1. płynna praca minimalizująca powstawanie naprężeń w nitkach osnowy,
2. łatwość zmiany splotu,
3. łatwość regulacji parametrów przesmyku,
4. łatwość i bezpieczeństwo obsługi mechanizmu.